# Филлипс, Сэм
Сэ́м Фи́ллипс (англ. Samuel Cornelius Phillips, Sam Phillips; 5 января 1923, Флоренс, Алабама — 30 июля 2003, Мемфис, Теннесси) — американский продюсер, основатель рекорд-лейбла Sun Records, знаменит прежде всего как первооткрыватель Элвиса Пресли.

## Биография

### «Memphis Recording Service» и Sun Records
В сороковых Филлипс работал диджеем на радиостанции WLAY в городе Muscle Shoals в Алабаме, «открытый формат» которой (в эфире звучала музыка и белых и чёрных исполнителей) во многом повлиял на его дальнейшую работу в Мемфисе.
3 января 1950 году Сэм Филлипс открыл в Мемфисе «Memphis Recording Service», в 1950-х также служившую студией для Sun Records. Помимо музыки, здесь осуществлялись коммерческие записи свадебных церемоний, похорон, торжественных речей и т. д. Именно Филлипс сделал первую, как считают некоторые специалисты (особенно историк музыки Питер Геральник) рок-н-ролльную запись: ею стала песня «Rocket 88» группы Jackie Brenston and his Delta Cats, написанная вокалистом группы, 19-летним Айком Тёрнером и выпущенная звукозаписывающим лейблом Chess/Checkers в Чикаго в 1951 году. С 1950 по 1954 год Филлипс записывал ритм-н-блюз в исполнении таких музыкантов как Джеймс Коттон, Руфус Томас, Роско Гордон, Литтл Милтон, Bobby Blue Bland и др. легенды блюза Би Би Кинг и Howlin' Wolf сделали свои первые записи именно на лейбле Sun Records.

### Элвис Пресли, Джонни Кэш, Джерри Ли Льюис, Карл Перкинс, Рой Орбисон
В то же время Филлипс искал белого певца с манерой голоса чёрных исполнителей. Элвис Пресли оказался человеком, который стал для Филлипса лучшей кандидатурой.
Но к середине 1955 года студия Сэма Филлипса стала испытывать финансовые трудности, и он продал контракт Пресли в ноябре того года RCA Records за 35 000 $ (Atlantic Records предлагала ему 25 000 $). Вырученные деньги пошли на рекламу песни Карла Перкинса «Blue Suede Shoes», ставшей первым международным хитом Sun Records.
Важную роль Филлипса в ранние дни рок-н-ролла хорошо иллюстрирует знаменитая джем-сейшен 4 декабря 1956 года, которая впоследствии получила название «Million Dollar Quartet». Джерри Ли Льюис играл на фортепиано для записи Карла Перкинса в студии Филлипса. Когда в студию неожиданно зашёл Элвис Пресли, Филлипс решил позвать и Джонни Кэша, организовав импровизированное собрание четырёх музыкантов.
Филлипс стал основателем радиостанции WHER 29 октября 1955 года. Все девушки, проходившие прослушивание для станции, считали, что будут единственными женщинами в штате, как было принято на других радиостанциях. Только за несколько дней до начала трансляции стало известно, что радиостанция будет вещать в новом формате «только женщины»: почти весь её штат составили женщины.

## Другие проекты
Благодаря разумным инвестициям Филлипс скопил состояние: вскоре после продажи контракта Элвиса он стал одним из первых инвесторов сети отелей Holiday Inn, вскоре ставшей национальной, а затем и международной.
Он также создал два разных звукозаписывающих лейбла — Phillips International и Holiday Inn Records, но ни один из них не достиг успеха Sun Records, который он продал Шелби Синглтону в 1969 году.
Филлипс вместе с семьёй основал компанию Big River Broadcasting Corporation, которой принадлежат несколько радиостанций, базирующихся в его родном Флоренсе.

## Признание
- В 1986 Сэм Филлипс стал членом первой группы, представленной в «Зале славы рок-н-ролла», и его вклад в этот жанр, был признан Rockabilly Hall of Fame.
- В 1987 он был представлен в Alabama Music Hall of Fame.
- Филлипс получил «Грэмми» за его пожизненные достижения в 1991.
- В 1998 представлен в Blues Hall of Fame, и в октябре 2001 — в Country Music Hall of Fame.

Филлипс умер от дыхательной недостаточности в больнице St. Francis Hospital в Мемфисе, штат Теннесси 30 июля 2003 года в возрасте 80 лет. Предан земле на Memorial Park Cemetery в Мемфисе.